# بن قشة
بن قشة هي بلدية تقع في دائرة طالب العربي التابعة لولاية الوادي في الجزائر. بلغ عدد سكانها 2513 نسمة وفقًا لتعداد عام 2008 مرتفعا من 1036 في عام 1998. حيث يبلغ معدل النمو السنوي 9.5٪.

## المناخ
يظهر الجدول التالي التغييرات المناخية على مدار السنة لبن قشة:
| البيانات المناخية لـبن قشة        | البيانات المناخية لـبن قشة | البيانات المناخية لـبن قشة | البيانات المناخية لـبن قشة | البيانات المناخية لـبن قشة | البيانات المناخية لـبن قشة | البيانات المناخية لـبن قشة | البيانات المناخية لـبن قشة | البيانات المناخية لـبن قشة | البيانات المناخية لـبن قشة | البيانات المناخية لـبن قشة | البيانات المناخية لـبن قشة | البيانات المناخية لـبن قشة | البيانات المناخية لـبن قشة |
| الشهر                             | يناير                      | فبراير                     | مارس                       | أبريل                      | مايو                       | يونيو                      | يوليو                      | أغسطس                      | سبتمبر                     | أكتوبر                     | نوفمبر                     | ديسمبر                     | المعدل السنوي              |
| --------------------------------- | -------------------------- | -------------------------- | -------------------------- | -------------------------- | -------------------------- | -------------------------- | -------------------------- | -------------------------- | -------------------------- | -------------------------- | -------------------------- | -------------------------- | -------------------------- |
| متوسط درجة الحرارة الكبرى °م (°ف) | 16.6 (61.9)                | 19.1 (66.4)                | 22.6 (72.7)                | 26.5 (79.7)                | 31.6 (88.9)                | 35.9 (96.6)                | 39.6 (103.3)               | 38.8 (101.8)               | 34.0 (93.2)                | 28.2 (82.8)                | 21.8 (71.2)                | 16.9 (62.4)                | 27.6 (81.7)                |
| المتوسط اليومي °م (°ف)            | 10.9 (51.6)                | 13.1 (55.6)                | 16.0 (60.8)                | 19.7 (67.5)                | 24.5 (76.1)                | 28.9 (84.0)                | 31.9 (89.4)                | 31.5 (88.7)                | 27.6 (81.7)                | 22.1 (71.8)                | 16.1 (61.0)                | 11.5 (52.7)                | 21.2 (70.1)                |
| متوسط درجة الحرارة الصغرى °م (°ف) | 5.3 (41.5)                 | 7.2 (45.0)                 | 9.5 (49.1)                 | 12.9 (55.2)                | 17.4 (63.3)                | 22.0 (71.6)                | 24.3 (75.7)                | 24.3 (75.7)                | 21.3 (70.3)                | 16.0 (60.8)                | 10.4 (50.7)                | 6.2 (43.2)                 | 14.7 (58.5)                |
| الهطول مم (إنش)                   | 10 (0.4)                   | 8 (0.3)                    | 13 (0.5)                   | 10 (0.4)                   | 9 (0.4)                    | 4 (0.2)                    | 1 (0.0)                    | 3 (0.1)                    | 10 (0.4)                   | 11 (0.4)                   | 13 (0.5)                   | 9 (0.4)                    | 101 (4)                    |
| المصدر: climate-data.org          |                            |                            |                            |                            |                            |                            |                            |                            |                            |                            |                            |                            |                            |